# Ойкасы (Вурман-Сюктерское сельское поселение)
Ойкасы́ (чув. Уйкас Ялтăра) — деревня в Чебоксарском районе Чувашской Республики.  Входит в состав Вурман-Сюктерского сельского поселения.

## География
Находится в северной части Чувашии, на расстоянии приблизительно 15 км на запад-северо-запад по прямой от районного центра поселка Кугеси.

## История
Известна с 1795 года как выселок деревни Первая Пихтулина (ныне село Ишлеи) с 37 дворами. В 1859 году (уже околоток деревни Шебашкар, что ныне не существует) с 40 дворами 216 жителями. В 1906 году учтено 54 двора, 273 жителя, в 1926 – 62 двора, 307 жителей, в 1939 – 321 житель, в 1979 – 308. В 2002 году было 77 дворов, в 2010 – 59 домохозяйств. В период коллективизации был образован колхоз «Трудовик», в 2010 году действовал СХПК «Атăл».

## Население
Постоянное население составляло 180 человек (чуваши 99%) в 2002 году, 179 в 2010.